# Monno

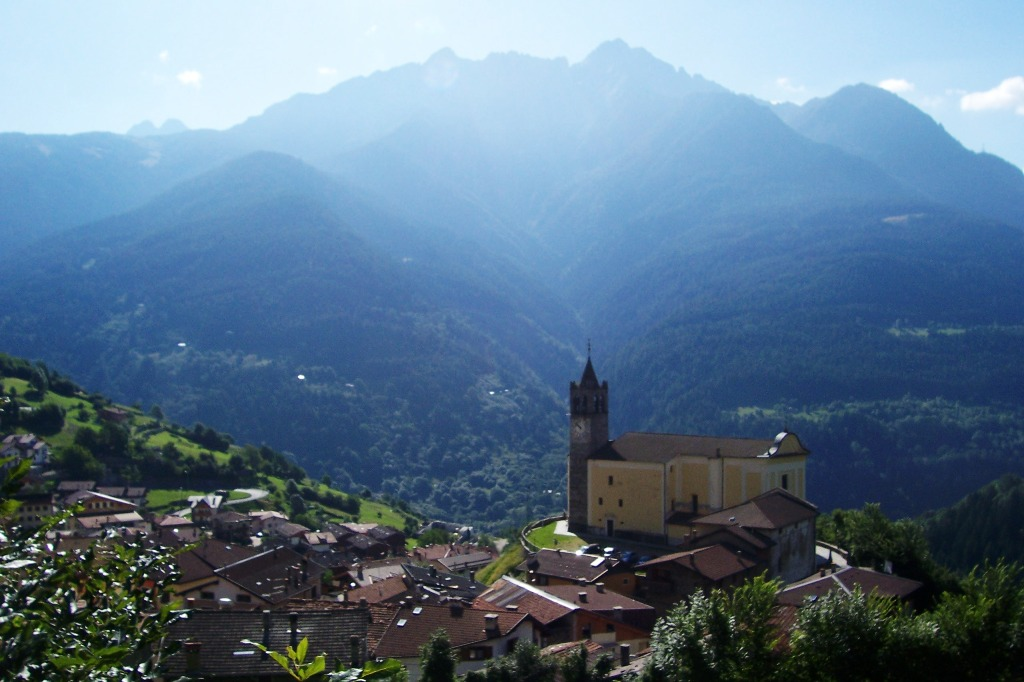
Panorama von Monno

Monno ist eine italienische Gemeinde (comune) mit 516 Einwohnern (Stand 31. Dezember 2023) in der Provinz Brescia in der Lombardei. Die Gemeinde liegt etwa 75,5 Kilometer nordnordöstlich von Brescia im Valcamonica, gehört zur Comunità Montana di Valle Camonica sowie zur Unione Comuni dell'Alta Valle Camonica und grenzt unmittelbar an die Provinz Sondrio. Der Oglio bildet die östliche Gemeindegrenze.

## Verkehr
Entlang des Oglio führt die Strada Statale 42 del Tonale e della Mendola von Treviglio nach Bozen.